# Holovciînți, Zalișciîkî
Holovciînți (în ucraineană Головчинці) este localitatea de reședință a comunei Holovciînți din raionul Zalișciîkî, regiunea Ternopil, Ucraina.

## Demografie
Componența lingvistică a localității Holovciînți
     Ucraineană (99,53%)
     Alte limbi (0,47%)
Conform recensământului din 2001, majoritatea populației localității Holovciînți era vorbitoare de ucraineană (99,53%), existând în minoritate și vorbitori de alte limbi.